# 吳大峻
吳大峻（英語：Tai-Tsun Wu），理论物理学家，哈佛大学教授，中央研究院院士。

## 生平
1954年，取得哈佛大学硕士学位。
1956年，取得哈佛大学（应用）物理学博士。